# Zambrzyce
Zambrzyce – kolonia wsi Wólka Brzezińska w Polsce, położona w województwie mazowieckim, w powiecie ostrołęckim, w gminie Goworowo.
Dawniej folwark.

## Historia
W latach 1921–1939 folwark leżał w województwie białostockim, w powiecie ostrołęckim, w gminie Goworowo.
Według Powszechnego Spisu Ludności z 1921 roku zamieszkiwało tu 21 osób w 1 budynku mieszkalnym. Miejscowość należała do parafii rzymskokatolickiej w Goworowie. Podlegały pod Sąd Grodzki w Ostrołęce i Okręgowy w Łomży; właściwy urząd pocztowy mieścił się w Goworowie.
W wyniku agresji niemieckiej we wrześniu 1939 folwark znalazł się pod okupacją niemiecką. Od 1939 do wyzwolenia w 1945 włączony w skład dystryktu warszawskiego.
W latach 1975–1998 miejscowość administracyjnie należała do województwa ostrołęckiego.